# Adolf Wilhelm Rothley
Adolf Wilhelm Rothley (né le 28 janvier 1920 à Rockenhausen et mort le 12 mars 1971 dans la même ville) est un homme politique allemand (SPD).

## Biographie
Après avoir obtenu son diplôme de l'école élémentaire, Rothley termine un apprentissage en tant que commis administratif au bureau du maire de Rockenhausen. De 1946 à 1964, il travaille dans l'arrondissement de Rockenhausen, où il est devient chef du bureau de la protection sociale. Rothley est marié et a un enfant.

## Politique
Rothley rejoint le SPD en 1947. En 1952, il devient président de l'association locale de Rockenhausen et membre du conseil municipal. De 1956 à 1969, il est élu maire de Rockenhausen. De 1955 à 1969, il est député du Landtag de Rhénanie-Palatinat. Là, il est vice-président du Landtag de 1961 à 1969. Puis il est administrateur de l'arrondissement du Mont-Tonnerre nouvellement formé jusqu'à sa mort.